# Asteia sexsetosa
Asteia sexsetosa är en tvåvingeart som beskrevs av Oswald Duda 1927. Asteia sexsetosa ingår i släktet Asteia och familjen smalvingeflugor.
Artens utbredningsområde är Taiwan. Inga underarter finns listade i Catalogue of Life.